# 남슐레스비히 유권자 연합
남슐레스비히 유권자 연합(독일어: Südschleswigscher Wählerverband, SSW)은 독일 슐레스비히-홀슈타인 주의 지역주의 정당이다. 특히 해당 지역의 덴마크계, 프리슬란트계 소수민족을 대변한다. 정책적으로는 노르딕 모델의 영향을 강하게 받고 있다.
남슐레스비히 지역의 덴마크계 소수민족 대우의 차원에서, 독일 연방의회에 의석을 얻기 위해서는 5% 이상의 비례대표명부 표를 획득하여야 한다는 독일의 봉쇄 조항이 남슐레스비히 유권자 연합에 대해서는 적용되지 않는다. 1961년 이후로는 주의회나 지역의회에만 후보를 내왔는데, 2021년에는 60년만에 연방선거에 참여하여 1석의 연방의회 의석을 얻게 되었다.